# Huis Stolberg
Het huis Stolberg is een oud adellijk geslacht uit Thüringen.

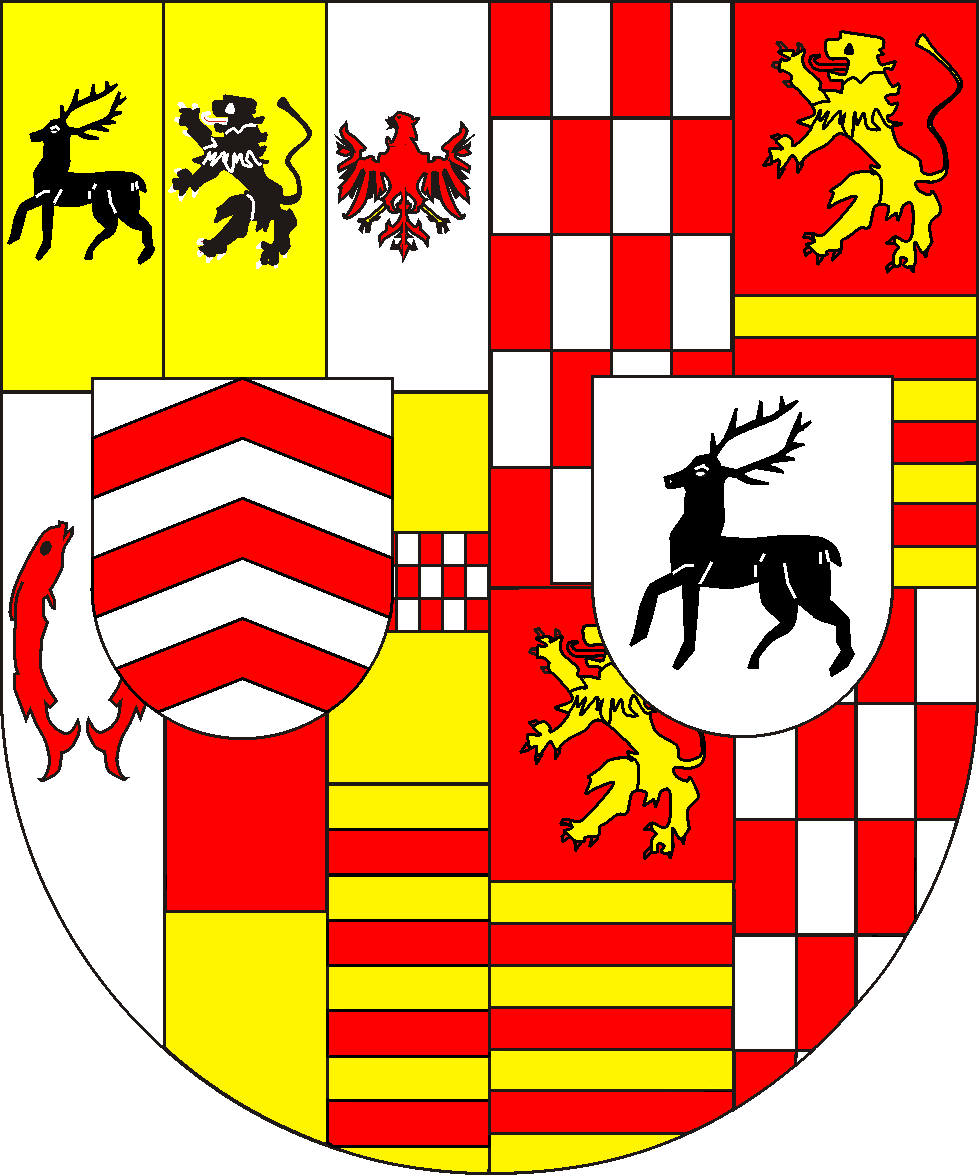
wapen na 1597

## Geschiedenis
De oudste bekende vertegenwoordiger van dit geslacht is Heinrich, heer en graaf van Stolberg, als zodanig genoemd tussen 1303 en 1329. De graven van Stolberg verwierven in de loop der jaren de graafschappen Stolberg, Hohnstein, Wernigerode, Königstein (door een huwelijk met Anna van Eppstein-Königstein), Wertheim, Rochefort en Schwarza.
Het geslacht werd in 1645 opgedeeld in de oudere hoofdlinie Stolberg-Wernigerode en de jongere hoofdlinie Stolberg-Stolberg. Van deze laatste linie splitsen zich aan het begin van de 18e eeuw de linies Stolberg-Gedern (tot 1804), Stolberg-Schwarza (tot 1748) en Stolberg-Roßla (tot 1892) af. De graven van Stolberg-Gedern werden in 1742 door keizer Karel VII Albrecht in de rijksvorstenstand verheven.
De graven van Stolberg-Wernigerode moesten in de 18e eeuw het gezag van het koninkrijk Pruisen boven zich dulden, die van Stolberg-Stolberg en Stolberg-Roßla dat van het keurvorstendom Saksen. In 1815 werden de Stolbergse graafschappen gemediatiseerd ten gunste van Pruisen.
Keizer Wilhelm II verleende de eerstgeboren zoon en vermoedelijke opvolger van de takken Stolberg-Wernigerode respectievelijk Stolberg-Stolberg en Stolberg-Roßla de titel van vorst respectievelijk prins.
Op 22 augustus 1980 werd Wilhelm J.O.F.L. graaf zu Stolberg-Stolberg (1927-2011) ingelijfd in de Nederlandse adel met de titel van graaf op allen; hij werd de stamvader van het Nederlandse adellijke geslacht Zu Stolberg-Stolberg.

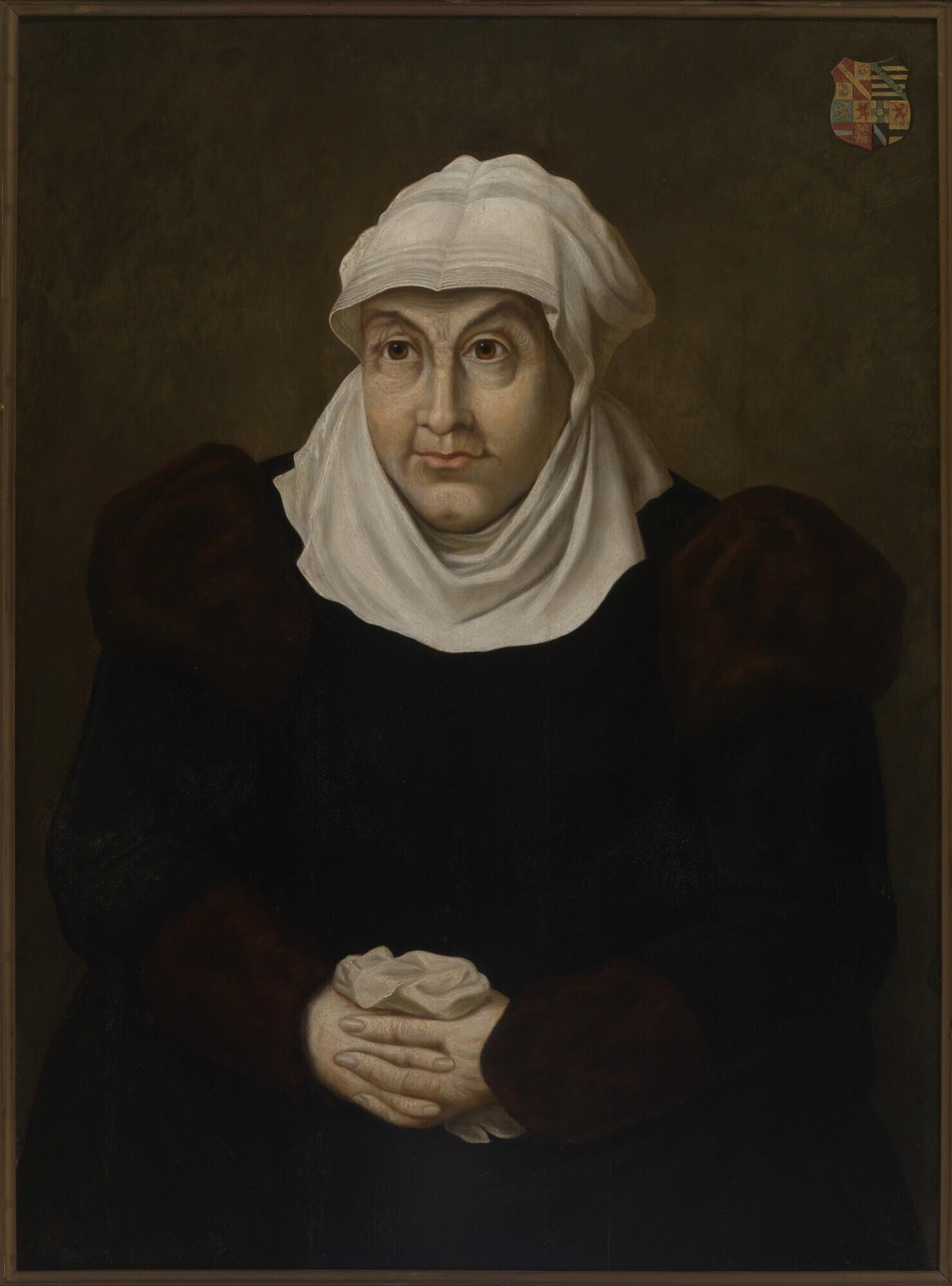
Juliana van Stolberg

## Bekende telgen
- Juliana van Stolberg (1506-1580), gehuwd met Willem de Rijke, moeder van Willem van Oranje
- Wolf Ernst zu Stolberg (1546-1606), staatsman
- Jost Christian zu Stolberg-Roßla (1676-1739), eerste graaf van Stolberg-Roßla
- Christian Ernst zu Stolberg-Wernigerode (1691-1771), regerend graaf
- Friedrich Carl van Stolberg-Gedern (1693-1767), broer van voorgaande, staatsman
- Heinrich Ernst zu Stolberg-Wernigerode (1716-1778), staatsman en dichter
- Jost Christian zu Stolberg-Roßla (1722-1749), militair
- Christian zu Stolberg-Stolberg (1748-1821), dichter
- Friedrich Leopold zu Stolberg-Stolberg (1750-1819), broer van voorgaande, dichter
- Auguste Luise zu Stolberg-Stolberg (1753-1835), zuster van voorgaande, correspondeerde met Goehte
- Henrich zu Stolberg-Wernigerode (1772-1854)
- Anton zu Stolberg-Wernigerode (1785-1854), staatsman
- Eberhard zu Stolberg-Wernigerode (1810-1872), zoon van voorgaande, staatsman
- Otto zu Stolberg-Wernigerode (1837-1896), staatsman
- Udo zu Stolberg-Wernigerode (1840-1910), staatsman
- Albrecht zu Stolberg-Wernigerode (1886-1948), zoon van voorgaande, staatsman

Alt-Leiningen-Westerburg · Arenberg · Auersperg · Bentheim-Steinfurt · Bentheim-Tecklenburg · Bentinck · Bömmelberg · Bretzenheim · Castell-Castell · Castell-Rüdenhausen · Colloredo-Mannsfeld · Croÿ · Dietrichstein · Erbach-Erbach · Erbach-Fürstenau · Erbach-Schönberg · Esterházy · Fürstenberg · Fugger-Babenhausen · Fugger-Glött · Fugger-Kirchberg · Fugger-Kirchheim · Fugger-Nordendorf · Harrach · Hohenlohe-Ingelfingen · Hohenlohe-Kirchberg · Hohenlohe-Langenburg · Hohenlohe-Öhringen · Hohenlohe-Schillingsfürst · Hohenlohe-Waldenburg-Bartenstein · Hohenlohe-Waldenburg-Jagstberg · Hohenlohe-Waldenburg-Schillingsfürst · Isenburg-Birstein · Isenburg-Büdingen · Isenburg-Philippseich · Kaunitz-Rietberg · Khevenhüller-Metsch · Königsegg-Aulendorf · Kuefstein · Leiningen · Leiningen-Billigheim · Leiningen-Neudenau · Leyen · Limburg-Stirum · Lobkowitz · Löwenstein-Wertheim-Freudenberg · Löwenstein-Wertheim-Rosenberg · Looz-Corswarem · Metternich-Winneburg · Neipperg · Neu-Leiningen-Westerburg · Oettingen-Spielberg · Oettingen-Wallerstein · Ortenburg · Ostein · Pappenheim · Platen-Hallermund · Plettenberg-Wittem · Pückler und Limpurg · Quadt-Wykradt-Isny · Rechberg und Rothenlöwen · Rechteren-Limpurg · Rosenberg-Orsini · Salm-Horstmar · Salm-Kyrburg · Salm-Reifferscheidt-Krautheim und Dyck · Salm-Reifferscheidt-Raitz · Salm-Salm · Sayn-Wittgenstein-Berleburg · Sayn-Wittgenstein-Hohenstein · Schaesberg · Schlitz genannt von Görtz · Schönborn · Schönborn-Buchheim · Schönborn-Wiesentheid · Schönburg-Glauchau · Schönburg-Hartenstein · Schönburg-Waldenburg · Schwarzenberg · Sinzendorf · Solms-Braunfels · Solms-Hohensolms-Lich · Solms-Laubach · Stadion-Tannhausen · Stadion-Warthausen · Starhemberg · Sternberg-Manderscheid · Stolberg-Roßla · Stolberg-Stolberg · Stolberg-Wernigerode · Thurn und Taxis · Toerring · Trauttmansdorff-Weinsberg · Waldbott-Bassenheim · Waldburg-Wolfegg und Waldsee · Waldburg-Zeil · Waldburg-Zeil-Wurzach · Waldeck-Limpurg · Wallmoden-Gimborn · Wartenberg-Roth · Wied-Neuwied · Wied-Runkel · Windisch-Graetz · Wurmbrand-Stuppach
D'Aubremé † ·
Bentinck † ·
Van den Bosch ·
De Borchgrave d'Altena ·
Van Bylandt ·
Du Chastel de la Howarderie † ·
Van Gronsfeld Diepenbrock † ·
Dumonceau ·
Van der Duyn † ·
Festetics de Tolna ·
De Ficquelmont † ·
De Geloes ·
Van der Goltz † ·
Van Heerdt † ·
Van Heiden † ·
De Hochepied ·
Van Hoensbroeck ·
Van Hogendorp · 
Von Hompesch-Rürich † · 
De Larrey † ·
Van Limburg Stirum · 
Van Lynden ·
De Marchant et d'Ansembourg ·
Van Nassau la Lecq † ·
De Norman d'Audenhove ·
Von Oberndorff ·
Van Oranje-Nassau van Amsberg · 
De Perponcher Sedlnitsky ·
Von Quadt ·
Van Randwijck ·
Von Ranzow ·
Van Rechteren ·
Van Reede † ·
Van Renesse † · 
De Riquet de Caraman ·
Schimmelpenninck ·
Zu Stolberg-Stolberg ·
Van Wassenaer † ·
Wolff Metternich † ·
Van Zuylen van Nijevelt

Geslachten die tot de adel van het Koninkrijk der Nederlanden behoren of hebben behoord. Lijst volgens opgave van de Hoge Raad van Adel. †: Geslacht uitgestorven of titel vervallen.